# Црква Светог великомученика Димитрија у Шамцу
Црква Светог великомученика Димитрија у Шамцу, парохијска је православна црква у насељеном месту и седишту општине Шамац, припада Епархији зворничко-тузланској Српске православне цркве.
Источно од данашњег цркве постојао је стари храм, који је првобитно била зграда старе српске школе у Шамцу, уз коју је дозидана црква 1882. године.

## Шамачке парохије
Црква посвећена Светом великомученику Димитрији у Шамцу седиште је две градске парохије:
- Шамачку прву парохију чине улице: Цара Душана, Николе Пашића, Николе Тесле, Драже Михаиловића, Вука Караџића, Краља Александра и Јована Цвијића, те насеље Јасеник и села Писари и Доња Дубица.
- Шамачку другу парохију чине улице: Краља Александра, Николе Пашића, од Улице Јована Цвијића према школи, затим улице: Вука Караџића, Николе Тесле, Драже Михаиловића и Доситеја Обрадовића, те насеља Дуга и Доња Махала и села: Српска Тишина, Турсиновац, Ново Село (Засјека), Гребнице, Ново Село (Гребнице).

## Историјат и изградња цркве
Црква је димензија 18,18 х 16,3 m, чија је градња започела је 17. јуна 1925. године. Темеље је освештао 9. августа 1925. године јереј Димитрије Димитријевић, по благослову епископа шабачког Михаила, администратора епархије Зворничко-тузланске. Храм је освештао 12/25. новембра 1934. године епископ зворничко-тузлански Нектарије Круљ. Звоник је одвојен од храма и он је накнадно изграђен, а освештао га је епископ зворничко-тузлански Василије 8. новембра 2007. године.
Првобитне иконе на иконостасу у барокном стилу на платну осликао је академски сликар Роман Петровић из Сарајева. Нови иконостас у дуборезу од ораховог дрвета израдили су Симо и Ђорђе Крстановић из Шамца. Иконе на новом иконостасу живописао је Никола Ђуровић из Косјерића. Храм је живописао од 2009. до 2012. године Никола Ђуровић.
Током Одбрамбено-отаџбинског рата 1992—1995. године црква је делимично оштећена, па је након окончања ратних сукоба обновљена 1998. године.
Током маја 2014. године град Шамац задесиле су катастрофалне поплаве, када се река Сава излила из корита и поплавила подручје општине Шамац. У овој елементарној непогоди поплављени су и храмови Шамачке прве и друге парохије. Вода је нанела огромну материјалну штету како на храмовима, тако и на свим другим грађевинама.

## Матичне књиге
У парохијској канцеларији чувају се сљедеће парохијске матичне књиге: рођених и крштених од 1879. (недостају подаци за период 1948—1952), венчаних од 1884. године (недостају подаци за периоде 1913—1917. и 1948—1952), умрлих од 1884. године (недостају подаци за период 1948—1952). Након Другог светског рата државне власти однеле су матичне књиге и никада нису све враћене.

## Филијалне цркве и капела
У оквиру Шамачких парохија поред парохијске постоје још пет филијалних богослужбених грађевина:
- Капела Светог великомученика кнеза Лазара и Светих српских новомученика на гробљу у Шамцу, димензија у основи је 7,1 х 7 m. Градња капеле почела је 1993. године, на земљишту које је поклонила Мара Алексић из Шамца, а према пројекту архитекте Бранка Пешића из Београда. Темеље је освештао 8. новембра 1993. године епископ зворничко-тузлански Василије, као и након завршетка градње, капелу је освештао 8. новембра 1994. године исти надлежни архијереј. Пре ове капеле постојао је храм на гробљу, који су муслиманско-хрватске паравојне јединице порушиле минирањем 27. јануара 1992. године. Тако је та грађевина била први порушени верски објекат на тлу Босне и Херцеговине.
- Црква Успења Пресвете Богородице у Доњој Дубици код Шамца, димензија је у основи 20,5 х 7,86 m. Храм је освештао митрополит зворничко-тузлански Иларион Радонић, 1911. године. Током своје историје три пута је рушен: 1914, 1941. и 1992. године. Последњи пут, 1992. године, запалиле су га регуларне снаге војске Хрватске потпомогнуте муслиманско-хрватским паравојним формацијама из Посавине. Том приликом спаљена су и села: Дубица, Трњак и Струке. Након окончања ратних сукоба, 1995. године, уследила је обнова храма од 1995. до 2011. године, те је након обнове цркву је освештао епископ зворничко-тузлански Василије 28. августа 2011. године. На храму се налази спомен-плоча постављена приликом прославе стогодишњице постојања и у спомен 750 побијених парохијана у Другом светском рату, а од тога је 333 дјеце испод 15 година старости.
- Капела Усјековања главе Светог Јована Крститеља у селу Писари код Шамца, димензија у основи 6,28 х 2,84 m. Градња капеле почела је 2004. године, а према пројекту архитекте Љубише Фолића из Београда. Темеље је освештао протојереј Јово Лакић, по благослову надлежног епископа Василија 14. априла 2004. године. Капелу је освештао 11. септембра 2004. године архијерејски намјесник брчански протојереј-ставрофор Славко Максимовић, по благослову епископа зворничко-тузланског  Василија. Живописао ју је професор Горан Јанићијевић из Београда уз асистенцију проте Јове Лакића.
- Црква Покрова Пресвете Богородице у Српској Тишини, димензија је у основи 14,5 х 9 . Градња храма почела је 2004. године на земљишту које је даровао Симо Дакић из Шамца, а према пројекту архитекте Радослава Прокића. Темеље је освештао епископ зворничко-тузлански Василије 12. априла 2004. године. Исти епископ освештао је храм 22. јула 2007. године. Иконостас од храстовине у дуборезу израдио је Драган Петровић из Београда. Иконе на иконостасу живописао је Никола Ђуровић из Косјерића, а живописао Никола Ђуровић. Овај храм је оштећен у мају 2014. године, када се река Сава излила из корита и поплавила већи део подручја општине Шамац.
- Црква Покрова Пресвете Богородице у Српској Тишини димензија је у основи 14,5 х 9 . Градња је почела 2004. године, на земљишту које је даровао Симо Дакић из Шамца, а према пројекту архитекте Радослава Прокића. Темеље је освештао епископ зворничко-тузлански Василије 12. априла 2004. године. Исти епископ освештао је цркву 22. јула 2007. године. Иконостас од храстовине у дуборезу израдио је Драган Петровић из Београда. Иконе на иконостасу живописао је Никола Ђуровић из Косјерића, а Храм је живописао Никола Ђуровић. Ова богослужбена грађевина је оштећена у мају 2014. године, када се река Сава излила из корита и поплавила већи дио подручја општине Шамац.